# Caenohomalopoda
Caenohomalopoda is een geslacht van vliesvleugeligen uit de familie Encyrtidae. De wetenschappelijke naam van dit geslacht is voor het eerst geldig gepubliceerd in 1979 door Tachikawa.

## Soorten
Het geslacht Caenohomalopoda omvat de volgende soorten:
- Caenohomalopoda chinensis Zhang & Huang, 2006
- Caenohomalopoda darevskyi Trjapitzin & Sharkov, 1992
- Caenohomalopoda guamensis (Fullaway, 1946)
- Caenohomalopoda koreana Tachikawa, Paik & Paik, 1981
- Caenohomalopoda longiclava Basha & Hayat, 2004
- Caenohomalopoda longiscapus Gupta & Poorani, 2008
- Caenohomalopoda longistylata Singh, 2004
- Caenohomalopoda nagaii (Tachikawa, 1978)
- Caenohomalopoda shikokuensis (Tachikawa, 1956)